# ماثيو روث
ماثيو روث (بالإنجليزية: Matthew Ruth)‏ هو لاعب قذف أيرلندي، ولد في 21 فبراير 1987 في كيلكيني في جمهورية أيرلندا.